# Merve Dizdar
Merve Dizdar   (Esmirna, 25 de juny de 1986) és una actriu turca. Va fer el seu debut televisiu amb un paper a Aksanat Çocuk Oyunları.

## Biografia
Dizdar va néixer el 25 de juny de 1986 a Esmirna. És llicenciada en interpretació a l'Escola de Belles Arts de la Universitat de Çanakkale Onsekiz Mart. Va rebre el seu màster en interpretació a la Universitat Kadir Has. Va començar la seva carrera a l'escenari a la companyia Semaver i va continuar al Craft Theatre. Dizdar va fer el seu debut cinematogràfic amb Bir Ses Böler Geceyi al costat de Cem Davran i va seguir una carrera a la televisió amb papers recurrents a les sèries Kavak Yelleri, Geniş Aile, Bir Yastıkta, Doksanlar, Çılgın Dershane Üniversite ., i va destacar per primera vegada amb el seu paper a Beş Kardeş. També va treballar per a TRT Children, presentant els programes Arkadaşım Bıdı i 23 Nisan Şenliğe Doğru.
Dizdar va guanyar el premi Afife Jale Theatre a la millor actriu pel seu paper a l'obra Yutmak. Després es va unir al repartiment de les sèries d'èxit 7 Yüz, Vatanım Sensin i Mucize Doktor respectivament. El 2020, va tenir un paper protagonista amb Uraz Kaygılaroğlu a la pel·lícula de comèdia de Gupse Özay Eltilerin Savaşı, que a l'abril de 2021 és la 22a pel·lícula més vista de tots els temps a Turquia segons Box Office Türkiye. Va compartir el paper principal amb Serenay Sarıkaya, Ezgi Mola, Enis Arıkan, Şükrü Özyıldız iİbrahim Selim en una adaptació musical de Les aventures d'Alícia en terra de maravelles. El 2020, va participar en la sèrie Masumlar Apartmanı.

## Teatre
| Curs      | Títol                               |
| --------- | ----------------------------------- |
| 2010      | Çok Yaşa Dünya                      |
| 2010–2011 | Bir Tutam Hayat                     |
| 2011–2012 | Titus Andrònic                      |
| 2012      | Bir Kurşun Deliğine Kaç İnsan Sığar |
| 2013      | Bir İnfazın Portresi                |
| 2013      | Pamuk Prenses i Yedi Cüceler        |
| 2014      | Els ocells                          |
| 2017      | Yutmak                              |

## Filmografia
| Televisió  |                                |                        |                       |                                             |
| Curs       | Títol                          | Rol                    | Xarxa                 | Notes                                       |
| 2021       | Kırmızı Oda                    | Gülben                 | TV8                   | Protagonista convidat                       |
| 2021       | Dijital Sahne: 12. Gece        |                        | Teatre web de YouTube | Aparició de convidat                        |
| 2021       | Tolgshow: Filtresiz            | Improvisació           | Web Exxen             | Aparició de convidat                        |
| 2020-2022  | Masumlar Apartmanı             | Gülben Derenoğlu Bilen | TRT 1                 | Paper protagonista                          |
| 2019       | Çok Güzel Hareketler Bunlar 2  |                        | Kanal D               | Aparició de convidat / Teatre de televisió  |
| 2020       | Mucize Doktor                  | Damla                  | Guineu                |                                             |
| 2017       | Vatanim Sensin                 | Efsun                  | Kanal D               |                                             |
| 2017       | 7 Yüz (Büyük Günahlar)         | Nihal                  | BluTV                 |                                             |
| 2017       | Yüz Yüze                       | Yesim                  |                       |                                             |
| 2015       | Kertenkele                     | İrem                   | ATV                   |                                             |
| 2015       | Kırgın Çiçekler                | İrem                   | ATV                   | Aparició de convidat                        |
| 2014       | Beş Kardeş                     | Fatma                  | Kanal D               |                                             |
| 2015       | Çılgın Dersane Üniversitede    | L'astròleg Özge        | Mostra TV             |                                             |
| 2013       | Doksanlar                      | Selin                  | ATV                   |                                             |
| 2013       | Bir Yastıkta                   | Yeliz Gelin            | TRT 1                 | Aparició de convidat                        |
| 2012       | İnsanlar Alemi                 |                        | Star TV               | Aparició de convidats / Teatre de televisió |
| 2012       | Kavak Yelleri                  | Saliha                 | Kanal D               |                                             |
| Pel·lícula |                                |                        |                       |                                             |
| 2021       | Sen Hiç Ateş Böceği Gördün mü? | İzzet                  |                       |                                             |
| 2020       | Eltilerin Savaşı               | Gizem                  |                       |                                             |
| 2019       | Bir Aşk İki Hayat              | Sema Yasar             |                       |                                             |
| 2018       | Batlır                         | Yudum                  |                       |                                             |
| 2017       | Organik Aşk Hikayeleri         | Nazlı                  |                       |                                             |
| 2017       | Körfez                         | Pinar                  |                       |                                             |
| 2016       | Jok Artık 2                    | Buket                  |                       |                                             |
| 2015       | Yeni Hayat                     | Secretari              |                       |                                             |
| 2013       | Mandıra Filozofu               | Secretari              |                       |                                             |
| 2011       | Bir Ses Böler Geceyi           | Gülizar, Demet         |                       |                                             |
| 2010       | Öte Yer Aşkları                |                        |                       | Pel·lícula curta                            |

## Premis
- XVII. Premis del públic directe - "Actriu de sala petita" - Yutmak - Craft Theatre - 2017
- 21st Afife Theatre Awards - "L'actriu més exitosa de l'any" - Yutmak - Craft Theatre - 2017